# Tom Fridley
Tom Fridley (ur. 15 lutego 1965) – amerykański aktor. Siostrzeniec Johna i Joeya Travoltów, syn Ellen Travolty i Jacka Bannona. Od 2000 roku nie udziela się publicznie, tj. nie występuje ani w telewizji, ani w kinie.

## Filmografia
- Fantasy Island (1978)
- Max Dugan Returns (1983)
- Karate Kid (1984)
- Playing with Fire (1985)
- Żelazny Orzeł (Iron Eagle, 1986)
- Campus '86 (Dangerously Close) (1986)
- Piątek, trzynastego VI: Jason żyje (Friday the 13th Part VI: Jason Lives, 1986)
- Our House (1986)
- Opowieści wojenne z Wietnamu (Vietnam War Story, 1987)
- Tonight’s the Night (1987)
- Summer Camp Nightmare (1987)
- Ruchomy cel (Moving Target, 1988)
- My First Love (1988)
- 21 Jump Street (1989)
- Phantom of the Mall: Eric’s Revenge (1989)
- Charles in Charge (1990)
- Babes (1990)
- Hard Vice (1994)
- Fenomen (Phenomenon, 1996)
- Navajo Blues (1996)
- Face/Off (1997)
- Mad City (1997)
- Gorączka w mieście (L.A. Heat, 1999)
- Bar Hopping (2000)